# Рецензија
Рецензија (од латинске речи recensio, од recensere у значењу „прегледати“) је критичка оцена о неком научном или уметничком делу, којом се квалификује вредност тог дела. Увек се даје у писаном облику и то пре објављивања дела. Понекада се даје у виду посебног издања или у уводу самог дела. Од краја 18. века рецензија у књижевности представља критику, односно препоруку за штампање. Данас и школски уџбеници захтевају рецензију пре него што се понуде школама.